# Erysiphe sordida
Erysiphe sordida är en svampart som beskrevs av L. Junell 1965. Erysiphe sordida ingår i släktet Erysiphe och familjen Erysiphaceae.  Arten är reproducerande i Sverige. Inga underarter finns listade i Catalogue of Life.

## Källor

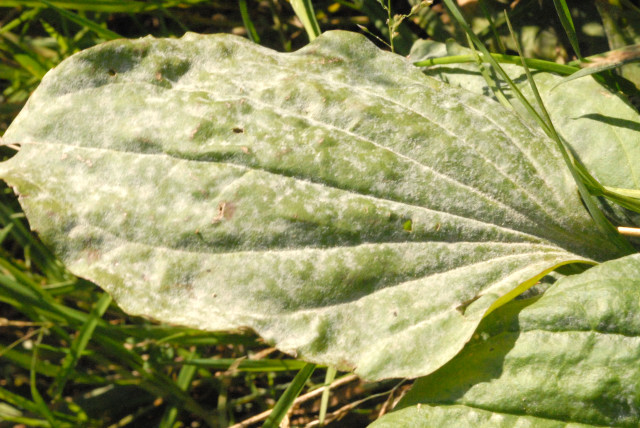